# Возвращённое солнце
«Возвращённое солнце» — советский короткометражный рисованный мультфильм, который создала режиссёр Ольга Ходатаева в 1936 году. Одна из ранних работ студии «Союзмультфильм».

## Сюжет
По мотивам старинных легенд чукчей и ненцев.

## Создатели
- Сценарий — В. Потёмкиной
- Художник-режиссёр — Ольга Ходатаева
- Ассистент режиссёра — Николай Воинов
- Художник — Надежда Привалова
- Художник-мультипликатор — М. Владимирова. В. Купер. Т. Гиршберг. Лидия Резцова. Григорий Козлов. Б. Титов. Ш. Камалов
- Музыкальное оформление — Григорий Гамбург
- Старший оператор — Д. Каретный
- Оператор — Елена Петрова

## Интересные факты
- Ранее Ольга Ходатаева обращалась к теме жителей Севера в мультфильме «Самоедский мальчик».
- Мультфильм находится в общественном достоянии, так как был выпущен более 70 лет назад[2].